# Municipio de Santos Reyes Pápalo
El municipio de Santos Reyes Pápalo es un municipio del estado mexicano de Oaxaca. Según el censo de 2020, tiene una población de 2490 habitantes.
Su cabecera es Santos Reyes Pápalo.

## Geografía
El municipio de Santos Reyes Pápalo se encuentra localizado en la Región Sierra de Flores Magón y en el distrito de Cuicatlán, al norte del estado. Tiene una extensión territorial de 83,69 kilómetros cuadrados, que equivalen al 0.09% de la extensión total del estado, siendo sus coordenadas extremas 17° 45' - 17° 50' de latitud norte y 96° 48' - 96° 57' de longitud oeste. Su altitud fluctúa entre un máximo de 3300 y un mínimo de 800 metros sobre el nivel del mar.
El territorio del municipio limita al norte con el municipio de Concepción Pápalo, al este con el municipio de Santa María Pápalo, al sureste con el municipio de San Juan Tepeuxila y al suroeste y oeste con el municipio de San Juan Bautista Cuicatlán. El municipio aún presenta algunos conflictos territoriales con su municipio vecino, por lo cual la superficie no ha sido determinado con exactitud.

## Demografía
La población total del municipio de acuerdo con el Censo de Población y Vivienda realizado en 2020 por el Instituto Nacional de Estadística y Geografía, es de 2490 habitantes, 1272 mujeres y 1218 hombres. 
La densidad de población asciende a un total de 29.8 personas por kilómetro cuadrado.
El municipio fue fundado por la cultura cuicateca (Dibaku), y en la actualidad es unos de los municipios que conserva el mayor número de hablantes. Existen actividades y esfuerzos por la conservación de la cultura. Donaldo Rivera Lezama ha realizado diversas actividades en los últimos años para la conservación de la lengua, maíz y tradiciones a través de la documentación que podemos encontrar.
Así mismo Rivera Lezama es un promotor y activista de la lengua Cuicateca, la filosofía de su trabajo se encuentra en diversos textos no publicados de cuentos, novelas, canciones y poesía como el siguiente fragmento: 

La palabra es juramento,
de la mente y el alma,
la palabra dura el tiempo que dura el pensamiento.

Una vez rota la palabra,
ya nada es igual,
muchas ya se habrán roto y otras más
están quebrando.

La palabra no solo es 
juramento del día, 
sino el quehacer de la noche. 
(fragmento)

### Localidades
El municipio está formado por cuatro localidades, siendo dos localidades que cuentan con categoría de agencias y la cabecera municipal. Su población de acuerdo al censo de 2020 es la siguiente:
| Localidad                   | Población |
| --------------------------- | --------- |
| Santos Reyes Pápalo         | 1923      |
| Cacalotepec                 | 422       |
| El Girasol                  | 143       |
| Localidades de una vivienda | 2         |
| Total Municipio             | 2490      |

## Política

### Representación legislativa
Para la elección de diputados locales al Congreso de Oaxaca y de diputados federales a la Cámara de Diputados federal, el municipio de Santos Reyes Pápalo se encuentra integrado en los siguientes distritos electorales:
Local:
- Distrito electoral local de 4 de Oaxaca con cabecera en Teotitlán de Flores Magón.[4]

Federal:
- Distrito electoral federal 2 de Oaxaca con cabecera en Teotitlán de Flores Magón.[5]